# Albert del Rosario
Albert Ferreros del Rosario (Manilla, 14 november 1939 – San Francisco, 18 april 2023) was een Filipijns minister van buitenlandse zaken. Daarvoor was hij van 2001 tot 2006 ambassadeur in de Verenigde Staten. Verder was hij in het verleden directeur of commissaris bij vele Filipijnse en buitenlandse bedrijven.

## Biografie
Albert del Rosario ging naar Xavier High School in New York en behaalde aansluitend een bachelor-diploma Economie aan de New York-universiteit.
Na zijn afstuderen werkte Del Rosario gedurende meer dan veertig jaar in het bedrijfsleven. Hij bekleedde topposities in meer dan 50 grote bedrijven in de Filipijnen en daarbuiten, waaronder Metro Pacific Corporation, Philippine Indocoil Corporation, Fort Bonifacio Develpment Corporatione en de Philippine Long Distance Telephone Company. In deze periode maakte hij als afgevaardigde van het Filipijnse bedrijfsleven deel uit van de Filipijnse delegatie bij staatsbezoeken aan de Verenigde Staten door Corazon Aquino en Indonesië door Fidel Ramos.
In 2001 werd Del Rosario door president Gloria Macapagal-Arroyo benoemd tot ambassadeur in de Verenigde Staten. Als ambassadeur speelde hij een belangrijke rol bij het binnenhalen van $1,2 miljard Amerikaanse hulp aan de Filipijnen, de Filipijn-Amerikaanse samenwerking in het kader van de bestrijding van terrorisme en ontwikkelingshulp in Mindanao, het binnenhalen van investeringen in de Filipijnse outsourcing industrie en het het vergroten van de afzetmogelijkheden voor de Filipijnse export. Als waardering voor zijn werk als diplomaat werd hij in 2004 door president Gloria Macapagal-Arroyo benoemd tot Datu in de Orde van Sikatuna, een hoge onderscheiding in de Filipijnse diplomatie. In 2006 nam hij ontslag als ambassadeur, omdat hij zich niet meer kon verenigen met het beleid van de regering-Macapagal-Arroyo. Op 24 februari 2011 werd Del Rosario door president Benigno Aquino III benoemd tot minister van buitenlandse zaken als opvolger van Alberto Romulo. Tijdens zijn termijn als minister leidde hij persoonlijke de evacuatie van duizenden landgenoten uit het het Midden Oosten ten tijde van de Arabische lente. Begin februari werd bekend dat Del Rosario wegens gezondheidsredenen zijn ontslag had ingediend bij president Aquino. Zijn termijn eindigde op 7 maart 2016.
Del Rosario was getrouwd met Gretchen del Rosario en kreeg met haar vijf kinderen. Hij overleed in 2023 op 83-jarige leeftijd